# 【KR】cube
「【KR】cube」（ケーアール・キューブ）はDir en greyのメジャー7枚目のシングル。

## 概説
- 初回特典としてオリジナルステッカーが付属していた。また、ワーナーミュージックジャパンからの生産分はディスクのレーベルが黒を基調としたデザインであったが、フリーウィルからのものは白を基調としたデザインである。現在生産されているのは後者である。
- 最初「くるりくるりくるり」というタイトルを京が考えたが、他メンバーからの反対でこのタイトルになった。「KR」は「くるり」という意味で、それを3回繰り返すので「cube（3乗）」。
- PVは、ゲイバーに通う男が殺し屋に射殺されるというシナリオ。男は京が、殺し屋はDieが演じており、他のメンバーも随所で登場する。
- ホッピー神山のプロデュース作品である。この作品を最後に、Dir en greyの楽曲は全てセルフ･プロデュースに変わる。

## 曲目
1. 【KR】cube
(作詞:京 作曲:Dir en grey)
ライブではすでに発売に先駆けて披露されていた曲。曲作りの段階から、セッション風に作りあげられて制作されていった。京は歌詞を書く際に、曲を聞いた時のイメージを元に書き上げていくが、敢えて正反対なものを書いてみたいという気持ちにもなるらしく、今作はまさにそのパターンで、その攻撃的で近未来的な雰囲気と対照的に、和風な歌詞になったと語っている。前作「脈」同様、アウトロが次曲に繋がっている。
2. JEALOUS -reverse-
(作詞:京 作曲:Dir en grey)
インディーズ時代の「JEALOUS」のリアレンジバージョン。前曲から間髪入れずに始まる。バンドサウンドがメインであった前作のアレンジを変え、ピアノと京のヴォーカルのみをフィーチャーしている。歌詞が一部異なる。
3. 【KR】cube　-K.K. Vomit Mix-
(Remixed by 京)
タイトル曲のリミックスヴァージョン。